# Carsten Mogensen
Carsten Mogensen (Roskilde, 24 luglio 1983) è un giocatore di badminton danese.

## Palmarès
- Olimpiadi

Londra 2012: argento nel doppio.
- Mondiali

Canton 2013: argento nel doppio.
Copenaghen 2014: bronzo nel doppio.
- Europei

Den Bosch 2006: argento nel doppio.
Herning 2008: bronzo nel doppio misto.
Manchester 2010: argento nel doppio.
Karlskrona 2012: oro nel doppio.
Kazan 2014: bronzo nel doppio.